# Vilsundbroen
Vilsundbroen er en bueklapbro, der fører Primærrute 26 over Vilsund, Limfjorden mellem Mors og Vilsund Vest på Thy.
Bygningen af Vilsundbroen blev vedtaget i 1934. Efter at bygningsingeniøren, professor Anker Engelunds forslag var blevet godkendt, gik byggeriet i gang i 1937. Broen indviedes officielt 16. juli 1939 i overværelse af Christian 10. og statsminister Thorvald Stauning.
Broen har en samlet længde på 380 meter, fordelt på 5 buer og 1 broklap på midten.

## Fjernstyring
Vejdirektoratet, hvorunder broen sorterer, har haft planer om at lade brovagten erstatte af fjernstyring fra deres central i København. Efter lokale protester besluttede trafikministeren i november 2016 foreløbigt at droppe disse planer. I stedet vil man lade en klapbro på Sjælland, Kronprins Frederiks Bro, indgå i et forsøg med fjernstyring fra 2020.